# Bereina
Bereina est une ville de Papouasie-Nouvelle-Guinée, située dans la province centrale. La ville est le siège du diocèse de Bereina.
Au recensement de 2011, il y avait 282 foyers et 1 565 habitants.